# 에스토니아 소비에트 사회주의 공화국의 국가
에스토니아 소비에트 사회주의 공화국의 국가(에스토니아어: Eesti Nõukogude Sotsialistliku Vabariigi hümn)는 에스토니아가 소비에트 연방의 지배를 받았던 기간 중 1945년부터 1990년까지 사용되었다. 1945년 국가로 지정된 이후, 1956년 7월 21일 스탈린 격하 운동에 의하여 1945년 가사 중 스탈린에 대한 언급이 삭제되었다. 구스타브 에르네삭스(Gustav Ernesaks)가 작곡하였고, 요한네스 셈페르(Johannes Semper)가 작사하였다. 소련을 이루는 공화국의 국가 중 카렐리야-핀란드 소비에트 사회주의 공화국의 국가와 에스토니아 SSR의 국가에서만 러시아인이 언급되지 않았다.
소련 점령 당시에는 점령 이전의 국가가 금지되었다. 그 동안에는 뤼디아 코이둘라(Lydia Koidula)의 시 '나의 조국은 나의 사랑'(Mu isamaa on minu arm)에 구스타브 에르네삭스의 곡을 붙인 노래를 비공식적인 국가로 사용하였다. 1991년 소련 점령이 끝난 이후 1920년 당시 사용하였던 국가가 부활하였다.

## 가사

### 원래(1945년~1956년) 가사
| 에스토니아어 | 에스토니아어(키릴 문자) | 에스토니아어(국제 음성 기호) | 한국어 번역본 |
| Jää kestma, Kalevite kange rahvas, ja seisa kaljuna, me kodumaa! Ei vaibund kannatustes sinu vahvus, end läbi sajanditest murdsid sa ja tõusid töötajate vabaks maaks, et päikene su päevadesse paista saaks. Nüüd huuga, tehas, vili, nurmel vooga, sirp, lõika, alasile, haamer, löö! Nõukogu elu, tuksu võimsa hooga, too õnne rahvale, me tubli töö! Me Liidu rahvaste ja riike seas sa, Eesti, sammu esimeste kindlas reas! Kui kants-nii seisavad su kodurannad, su ees vaid lainetavad laiad veed. Sa kõrgel Leninlikku lippu kannad suur Stalin juhtimas su tõusuteed. Käi kindlalt, saatmas sind su õnneteel me võitlusvaim ja kohkumatu mehemeel! | Я̈ӓ кэстма, Калэвітэ кангэ рахвас, я сэйса калюна, мэ кодумаа! Эй вайбунд каннатустэс сіну вахвус, энд лӓбі саяндітэст мурдсід са. Я тыўсід тӧӧтаятэ вабакс маакс, эт пӓйкэнэ су пӓэвадэссэ пайста саакс. Нӱӱд хуўга, тэхас, вілі, нурмэл воога, сірп, лыйка, аласілэ, хаамэр, лӧӧ! Ныўкогу элу, туксу выймса хоога, тоо ыннэ рахвалэ, мэ тублі тӧӧ! Мэ Лійду рахвастэ я рійкэ сэас са, Ээсті, самму эсімэстэ кіндлас рэас! Куй канц-ній сэйсавад су кодураннад, су ээс вайд лайнэтавад лайад вээд. Са кыргэл Лэнінлікку ліппу каннад суур Сталін юхтімас су тыўсутээд. Кӓй кіндлалт, саатмас сінд су ыннэтээл мэ выйтлусвайм я кохкумату мэхэмээл! | [jæ̈ː kestmɑ̝ ǀ kɑ̝leʋite̞ kɑ̝ŋk̬e̞ rɑ̝hʋɑ̝s] [jɑ̽ sei̯sɑ̝ kɑ̝lju̟nɑ̝ ǀ me̞ kot̬umɑ̝ː] [ei̯ ʋɑ̽i̯p̬unt̬ kɑ̝nːɑ̝tustes sinu ʋɑ̝hʋus] [ent̬ læ̈p̬i sɑ̽jɑ̽nt̬itest murt̬sit̬ sɑ̝] [jɑ̽ tɤu̯sit̬ tøːtɑ̽jɑ̽te̞ ʋɑ̝p̬ɑ̝ks mɑ̝ːks] [et pæ̈i̯kene̞ su pæ̈e̯ʋɑ̝t̬esːe̞ pɑ̽i̯stɑ̝ sɑ̝ːks] [nÿːt̬ huːk̬ɑ̝ teɦɑ̝s ʋili nurmel ʋoːk̬ɑ̝] [sirp lɤi̯kɑ̝ ɑ̝lɑ̝sile hɑ̝ːmer løː] [nɤu̯kok̬u elu ǀ tuksu ʋɤi̯msɑ̝ hoːk̬ɑ̝] [toː ɤnːe̞ rɑ̝hʋɑ̝le̞ ǀ me̞ tup̬li tøː] [me̞ liːt̬u rɑ̝hʋɑ̝ste̞ jɑ̽ riːke̞ seɑ̝̯s] [sɑ̝ eːsti ǀ sɑ̝mːu esimeste̞ kint̬lɑ̝s reɑ̝̯s] [ku̟i̯ kɑ̝ntsniː sei̯sɑ̝ʋɑ̝t̬ su kot̬urɑ̝nːɑ̝t̬] [su eːs ʋɑ̽i̯t̬ lɑ̽i̯netɑ̝ʋɑ̝t̬ lɑ̽i̯ɑ̽t̬ ʋeːt̬] [sɑ̝ kɤrk̬el leninlikːu lipːu kɑ̝nːɑ̝t̬] [suːr stɑ̝lin ju̟htimɑ̝s su tɤu̯suteːt̬] [kæ̈i̯ kint̬lɑ̝lt ǀ sɑ̝ːtmɑ̝s sint̬ su ɤnːeteːl] [me̞ ʋɤi̯tlusʋɑ̽i̯m jɑ̽ koxkumɑ̝tu mehemeːl] | 견뎌라, 칼레프의 용기있는 자들이여 그리고 바위처럼 일어나라, 우리의 조국이여! 그대의 용기는 고통 속에서 무너지지 않았도다, 그대는 세기를 헤치고 그대 스스로 나아가리라, 그리고 주도자와 자유의 땅이 번영하리라 태양은 그대의 날을 비추리라. 오! 옥수수밭이여, 힘의 이삭이 자라나리라! 낫의 수확하는 소리, 그리고 공장의 망치질하는 소리! 모두가 소비에트 조국에서 행복하게 지내리 불굴의 노동은 우리에게 행복을 주리라. 형제로운 연방에서 그대에게 기회는 있도다 에스토니아여, 그대의 자매들과 질서있게 나아가라. 그대의 집과 해변이 성처럼 서있을 때 그대 앞에 커다란 물이 되어 출렁이네 그대는 성스러운 레닌의 깃발을 책임져라, 위대한 스탈린께서는 그대의 등반을 이끄시네 우리의 투혼으로 꾸준히 행진하여 그대를 대담하게 남자다운 마음으로 인도하리라! |

### 1956년~1990년 가사
| 에스토니아어 | 에스토니아어(키릴 문자) | 에스토니아어(국제 음성 기호) | 한국어 번역본 |
| Jää kestma, Kalevite kange rahvas, ja seisa kaljuna, me kodumaa! Ei vaibund kannatustes sinu vahvus, end läbi sajanditest murdsid sa ja tõusid õitsvaks sotsialismimaaks, et päikene su päevadesse paista saaks. Nüüd huuga, tehas, vili, nurmel vooga, sirp, lõika, alasile, haamer, löö! Nõukogu elu, tuksu võimsa hooga, too õnne rahvale, me tubli töö! Me Liidu rahvaste ja riike seas sa, Eesti, sammu esimeste kindlas reas! Sa kõrgel Leninlikku lippu kannad ja julgelt kommunismi rada käid. Partei me sammudele suuna annab ja võidult võitudele viib ta meid. Ta kindlal juhtimisel kasva sa ja tugevaks ning kauniks saa, me kodumaa! | Я̈ӓ кэстма, Калэвітэ кангэ рахвас, я сэйса калюна, мэ кодумаа! Эй вайбунд каннатустэс сіну вахвус, энд лӓбі саяндітэст мурдсід са. я тыўсід ыйцвакс соціалісмімаакс, эт пӓйкэнэ су пӓэвадэссэ пайста саакс. Нӱӱд хуўга, тэхас, вілі, нурмэл воога, сірп, лыйка, аласілэ, хаамэр, лӧӧ! Ныўкогу элу, туксу выймса хоога, тоо ыннэ рахвалэ, мэ тублі тӧӧ! Мэ Лійду рахвастэ я рійкэ сэас са, Ээсті, самму эсімэстэ кіндлас рэас! Са кыргэл Лэнінлікку ліппу каннад я юлгэлт коммунісмі рада кӓйд. Партэй мэ саммудэлэ суўна аннаб я выйдулт выйтудэлэ війб та мэйд. Та кіндлал юхтімісэл касва са я тугэвакс нінг каўнікс саа, мэ кодумаа! | [jæ̈ː kestmɑ̝ ǀ kɑ̝leʋite̞ kɑ̝ŋk̬e̞ rɑ̝hʋɑ̝s] [jɑ̽ sei̯sɑ̝ kɑ̝lju̟nɑ̝ ǀ me̞ kot̬umɑ̝ː] [ei̯ ʋɑ̽i̯p̬unt̬ kɑ̝nːɑ̝tustes sinu ʋɑ̝hʋus] [ent̬ læ̈p̬i sɑ̽jɑ̽nt̬itest murt̬sit̬ sɑ̝] [jɑ̽ tɤu̯sit̬ ɤi̯tsʋɑ̝ks sotsiɑ̝̯lismimɑ̝ːks] [et pæ̈i̯kene̞ su pæ̈e̯ʋɑ̝t̬esːe̞ pɑ̽i̯stɑ̝ sɑ̝ːks] [nÿːt̬ huːk̬ɑ̝ teɦɑ̝s ʋili nurmel ʋoːk̬ɑ̝] [sirp lɤi̯kɑ̝ ɑ̝lɑ̝sile hɑ̝ːmer løː] [nɤu̯kok̬u elu ǀ tuksu ʋɤi̯msɑ̝ hoːk̬ɑ̝] [toː ɤnːe̞ rɑ̝hʋɑ̝le̞ ǀ me̞ tup̬li tøː] [me̞ liːt̬u rɑ̝hʋɑ̝ste̞ jɑ̽ riːke̞ seɑ̝̯s] [sɑ̝ eːsti ǀ sɑ̝mːu esimeste̞ kint̬lɑ̝s reɑ̝̯s] [sɑ̝ kɤrk̬el leninlikːu lipːu kɑ̝nːɑ̝t̬] [jɑ̽ ju̟lk̬elt komːunismi rɑ̝t̬ɑ̝ kæ̈i̯t̬] [pɑ̝rtei̯ me̞ sɑmːut̬ele̞ suːnɑ̝ ɑ̝nːɑ̝p̬] [jɑ̽ ʋɤi̯t̬ult ʋɤi̯tut̬ele̞ ʋiːp̬ tɑ̝ mei̯t̬] [tɑ̝ kint̬lɑ̝l juhtimisel kɑ̝sʋɑ̝ sɑ̝] [jɑ̽ tuk̬eʋɑ̝ks niŋk̬ kɑ̝u̯niks sɑ̝ː ǀ me̞ kot̬umɑ̝ː] | 견뎌라, 칼레프의 용기있는 자들이여 그리고 바위처럼 일어나라, 우리의 조국이여! 그대의 용기는 고통 속에서 무너지지 않았도다, 그대는 세기를 헤치고 그대 스스로 나아가리라, 그리고 사회주의 국가들에는 꽃이 피어나리, 태양은 그대의 날을 비추리라. 오! 옥수수밭이여, 힘의 이삭이 자라나리라! 낫의 수확하는 소리, 그리고 공장의 망치질하는 소리! 모두가 소비에트 조국에서 행복하게 지내리 불굴의 노동은 우리에게 행복을 주리라. 형제로운 연방에서 그대에게 기회는 있도다 에스토니아여, 그대의 자매들과 질서있게 나아가라. 그대는 성스러운 레닌의 깃발을 책임져라, 그대는 공산주의의 길에서 행진하리라. 우리와 나의 당은 그대와 함께하며 그는 그대를 승리의 길로 이끄네. 성장하라, 조국이여, 위대한 길에 서라, 나날이 아름다워지고 강해지리라. |